# Arthur Conrad
Arthur Albin Conrad (ur. 26 czerwca 1910 w Deuben, zm. 17 września 1948 w Hameln) – zbrodniarz hitlerowski, członek załogi obozu koncentracyjnego Ravensbrück.
Urodzony w Deuben, od listopada 1933 członek SS, a od 10 września 1939 także Waffen-SS. Dowódca plutonu egzekucyjnego w obozie Ravensbrück od marca 1942 do końca kwietnia 1945. Conrad był bezpośrednio odpowiedzialny za bezprawne rozstrzeliwanie więźniów obozu.
Skazany na karę śmierci w piątym procesie personelu Ravensbrück przed brytyjskim Trybunałem Wojskowym w Hamburgu. Wyrok wykonano przez powieszenie 17 września 1948.